# Бутрано (Рагуза)
Бутрано је насеље у Италији у округу Рагуза, региону Сицилија.
Према процени из 2011. у насељу је живело 16 становника. Насеље се налази на надморској висини од 464 м.